# Stari Ledinci

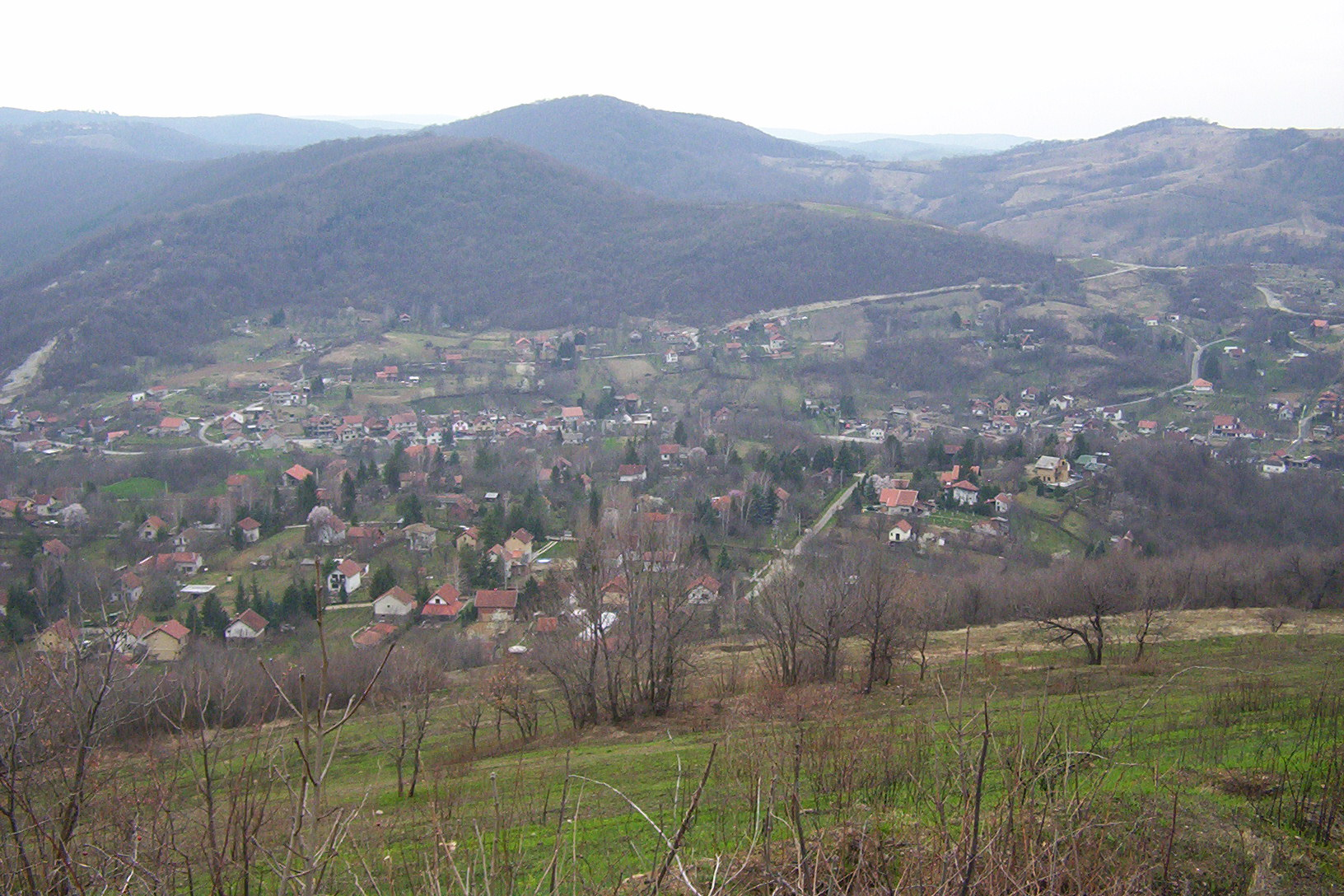
Stari Ledinci

Stari Ledinci (serbocroata cirílico: Стари Лединци) es un pueblo de Serbia, constituido administrativamente como una pedanía de la ciudad de Novi Sad en el distrito de Bačka del Sur de la provincia autónoma de Voivodina.
En 2011 tenía 934 habitantes, casi todos étnicamente serbios. Hasta 2019, cuando la ciudad se dividía en dos municipios urbanos, el pueblo pertenecía al municipio de Petrovaradin.
Se conoce la existencia de Ledinci desde 1372 y en su origen era una aldea habitada por serbios en el reino de Hungría. A finales del siglo XV, se cree que fue uno de los pueblos que Jovan Branković donó para la fundación del monasterio de Rakovac. Tras pasar a formar parte del Imperio otomano en los siglos XVI y XVII, los habitantes de Ledinci se resistieron en el siglo XVIII al pago de impuestos al Imperio Habsburgo, pues consideraban que habían perdido libertades con la modificación fronteriza. El asentamiento original, que en 1918 pasó a formar parte del reino de los Serbios, Croatas y Eslovenos, fue destruido por los invasores alemanes en la Segunda Guerra Mundial; en la posguerra, la mayor parte de los vecinos fundaron Novi Ledinci ("Nuevo Ledinci") a orillas del Danubio, mientras que una pequeña parte reconstruyó el pueblo en su ubicación original como "Stari Ledinci" ("Antiguo Ledinci").
Se ubica en la periferia meridional de Novi Sad, en el entorno natural del parque nacional de Fruška Gora, cerca del lago de Ledinci.